# Глибодол
44°59′ пн. ш. 15°20′ сх. д. / 44.99° пн. ш. 15.33° сх. д.
Глибодол (хорв. Glibodol) — населений пункт у Хорватії, у Лицько-Сенській жупанії у складі громади Бринє.

## Населення
Населення за даними перепису 2011 року становило 6 осіб.
Динаміка чисельності населення поселення:

## Клімат
Середня річна температура становить 7,74 °C, середня максимальна – 21,32 °C, а середня мінімальна – -7,48 °C. Середня річна кількість опадів – 1429 мм.
| Клімат поселення                              | Клімат поселення | Клімат поселення | Клімат поселення | Клімат поселення | Клімат поселення | Клімат поселення | Клімат поселення | Клімат поселення | Клімат поселення | Клімат поселення | Клімат поселення | Клімат поселення | Клімат поселення |
| Показник                                      | Січ.             | Лют.             | Бер.             | Квіт.            | Трав.            | Черв.            | Лип.             | Серп.            | Вер.             | Жовт.            | Лист.            | Груд.            |                  |
| Середній максимум, °C                         | 5,35             | 6,12             | 9,19             | 13,15            | 18,05            | 21,32            | 21,32            | 20,94            | 17,00            | 12,73            | 7,38             | 3,95             |                  |
| Середня температура, °C                       | −1,07            | −0,3             | 2,76             | 6,73             | 11,63            | 14,90            | 17,13            | 16,76            | 12,81            | 8,55             | 3,20             | −0,25            |                  |
| Середній мінімум, °C                          | −7,48            | −6,71            | −3,65            | 0,32             | 5,21             | 8,48             | 12,95            | 12,58            | 8,64             | 4,36             | −0,98            | −4,42            |                  |
| Норма опадів, мм                              | 96               | 100              | 108              | 122              | 109              | 114              | 83               | 99               | 135              | 155              | 172              | 136              |                  |
| Середньомісячна швидкість вітру, м/с          | 2.12             | 2.24             | 2.51             | 2.42             | 2.26             | 2.05             | 1.98             | 1.92             | 1.96             | 2.09             | 2.29             | 2.32             |                  |
| Середньомісячна сонячна радіація, кДж/м²·день | 4436             | 7127             | 10460            | 14922            | 18955            | 20797            | 22477            | 19208            | 14143            | 9145             | 4856             | 3708             |                  |
| --------------------------------------------- | ---------------- | ---------------- | ---------------- | ---------------- | ---------------- | ---------------- | ---------------- | ---------------- | ---------------- | ---------------- | ---------------- | ---------------- | ---------------- |
| Джерело:                                      |                  |                  |                  |                  |                  |                  |                  |                  |                  |                  |                  |                  |                  |